# 50 (liczba)
50 (pięćdziesiąt) – liczba naturalna następująca po 49 i poprzedzająca 51.

## 50 w nauce
- liczba atomowa cyny
- obiekt na niebie Messier 50
- galaktyka NGC 50
- planetoida (50) Virginia

## 50 w kalendarzu
50. dniem w roku jest 19 lutego. Zobacz też co wydarzyło się w 50 roku n.e.